# فتوش كاباساكال
فاطمة فتوش كاباساكال (بالتركية: Fatma "Fatoş" Kabasakal)‏ هي ممثلة مسرح وتلفاز تركية ولدت في يوم 9 أيلول 1982 في مدينة إدرنة في تركيا. مثلت في عدة مسلسلات ومسرحيات منها مسلسل Bez Bebek في سنة 2007 و Türk Malı في 2008.